# VdS Nievenheim
Der VdS Nievenheim (vollständiger Name: Verein der Sportfreunde 1920 Nievenheim e. V.) ist ein Sportverein aus Nievenheim, einem Stadtteil von Dormagen. Die erste Fußballmannschaft spielte ein Jahr in der Oberliga Niederrhein. Außer Fußball bietet der Verein auch noch weitere Abteilungen für Volleyball, Judo, Radsport und Turnen an.

## Vereinsgeschichte
Der sportliche Aufstieg des VdS Nievenheim begann im Jahr 2000 mit der Meisterschaft der Kreisliga A. Zwei Jahre später folgte in der Bezirksliga-Spielzeit 2001/02 der erstmalige Aufstieg in die Landesliga Niederrhein. Dort traf man u. a. auf den Stadtrivalen TSV Bayer Dormagen. Nach dem direkten Wiederabstieg spielte der Verein acht Jahre in der Bezirksliga. In der Saison 2010/11 gelang dem VdS der erneute Meisterschaftsgewinn. Dabei lieferten sich die Nievenheimer und der ASV Süchteln einen Zweikampf bis zum letzten Spieltag, an dem der VdS Nievenheim am Ende aufgrund des besseren Torverhältnisses aufstieg. Drei Jahre später holte der Verein aus Dormagen die Meisterschaft in der Landesliga vor dem SC Düsseldorf-West und dem Cronenberger SC und feierte mit dem Aufstieg in die Oberliga Niederrhein den bislang größten Vereinserfolg. Nach nur einem Jahr stiegen die Nievenheimer als Vorletzter wieder ab und mussten 2018 in die Bezirksliga absteigen.
| Spielzeit                                          | Liga                                  | Platz |
| -------------------------------------------------- | ------------------------------------- | ----- |
| 1999/00                                            | Kreisliga A Grevenbroich (VIII)       | 1.    |
| 2000/01                                            | Bezirksliga Niederrhein, Gr. 5 (VII)  | 3.    |
| 2001/02                                            | Bezirksliga Niederrhein, Gr. 5 (VII)  | 1.    |
| 2002/03                                            | Landesliga Niederrhein, Gr. 2 (VI)    | 16.   |
| 2003/04                                            | Bezirksliga Niederrhein, Gr. 1 (VII)  | 10.   |
| 2004/05                                            | Bezirksliga Niederrhein, Gr. 5 (VII)  | 4.    |
| 2005/06                                            | Bezirksliga Niederrhein, Gr. 1 (VII)  | 10.   |
| 2006/07                                            | Bezirksliga Niederrhein, Gr. 1 (VII)  | 5.    |
| 2007/08                                            | Bezirksliga Niederrhein, Gr. 1 (VII)  | 2.    |
| 2008/09                                            | Bezirksliga Niederrhein, Gr. 4 (VII)  | 4.    |
| 2009/10                                            | Bezirksliga Niederrhein, Gr. 4 (VIII) | 2.    |
| 2010/11                                            | Bezirksliga Niederrhein, Gr. 3 (VIII) | 1.    |
| 2011/12                                            | Landesliga Niederrhein, Gr. 2 (VII)   | 3.    |
| 2012/13                                            | Landesliga Niederrhein, Gr. 2 (VI)    | 6.    |
| 2013/14                                            | Landesliga Niederrhein, Gr. 1 (VI)    | 1.    |
| 2014/15                                            | Oberliga Niederrhein (V)              | 17.   |
| 2015/16                                            | Landesliga Niederrhein, Gr. 1 (VI)    | 6.    |
| grün unterlegt: Aufstieg orange unterlegt: Abstieg |                                       |       |

## Sportstätte
Der VdS Nievenheim trägt seine Heimspiele auf der Sportanlage Südstraße im Dormagener Stadtteil Nievenheim aus. Die Anlage verfügt über einen Kunstrasenplatz mit Stufenausbau an beiden Längsseiten.

## Persönlichkeiten
- Nadja Kleinikel (geb. Pfeiffer)